# Franz Werner von Leykam
Franz Werner von Leykam (* 13. August 1814 in Darmstadt; † 9. Februar 1883 auf Schloss Elsum in Birgelen) war Rittergutsbesitzer und Mitglied des Deutschen Reichstags.

## Leben
Leykam studierte Philologie und Rechtswissenschaften in Bonn. 1833 schloss er sich dem Corps Rhenania Bonn an. Er war großherzoglich hessischer Kammerherr und Rittergutsbesitzer auf Elsum im Kreis Heinsberg und auf Weiler im Kreis Euskirchen.
Ab Januar 1874 war er Mitglied des Deutschen Reichstags für den Wahlkreis Regierungsbezirk Aachen 4 (Düren, Jülich). Im Reichstag gehörte er zur Fraktion des Zentrums. Er war nur sehr kurzzeitig Reichstagsabgeordneter, denn er legte sein Mandat schon am 22. April des gleichen Jahres nieder.